# Prezidentské volby na Ukrajině 2014

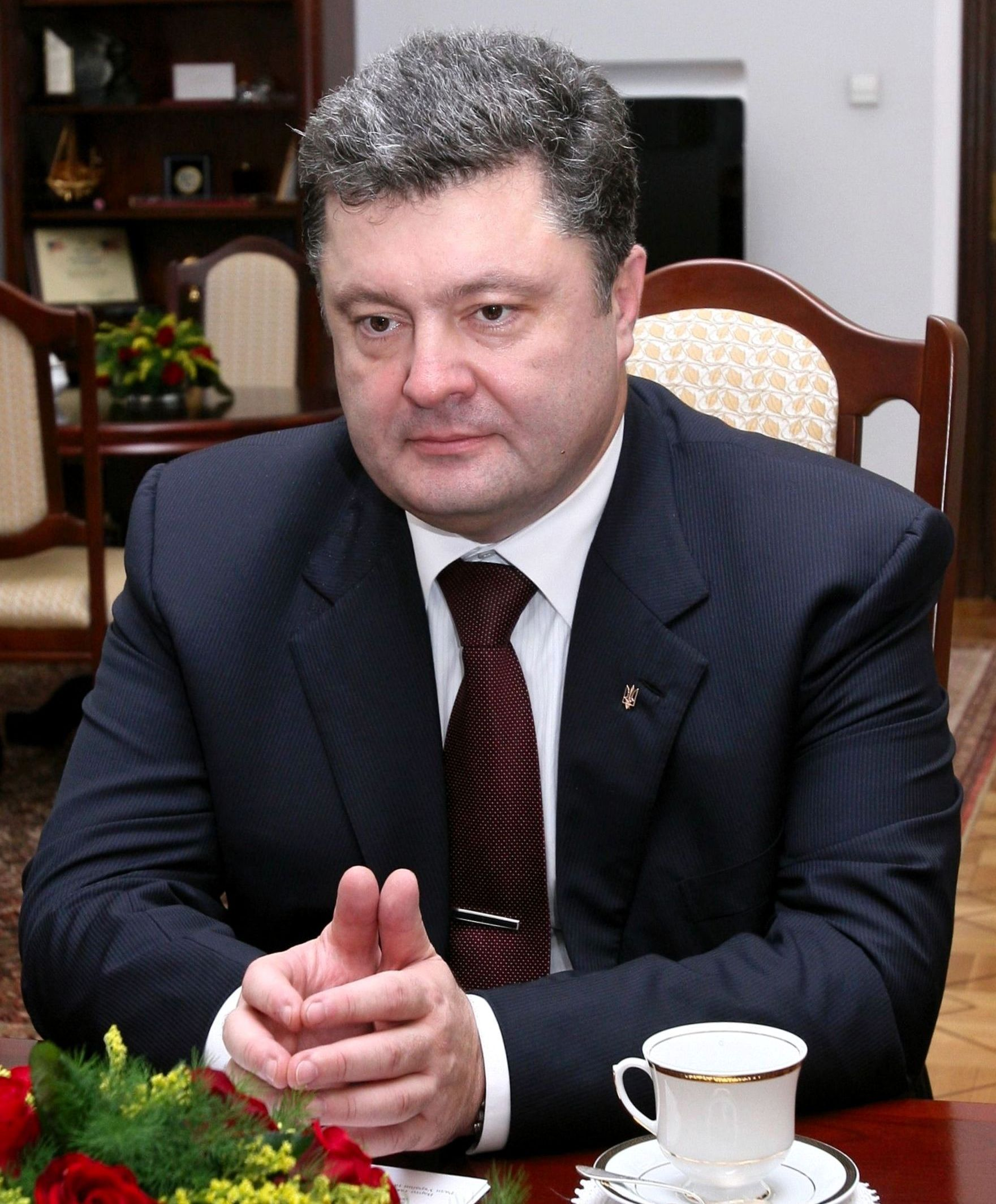
Petro Porošenko (2009)

Předčasné prezidentské volby se na Ukrajině uskutečnily dne 25. května 2014 a hned v prvním kole v nich zvítězil podnikatel a bývalý ministr Petro Porošenko.
Volby byly důsledkem politické krize a protestů Euromajdan z února a března 2014. Tehdy byl svržen tehdejší prezident Viktor Janukovyč (stále uznávaný za prezidenta Ruskem a částí ruskojazyčného východu Ukrajiny) a nahrazen prozatímní hlavou státu, Oleksandrem Turčynovem.
Předčasné volby byly vyhlášeny dne 21. února 2014 prezidentem Janukovyčem, který tak reagoval na napětí a nepokoje v zemi. Termín voleb, který měl být stanoven na nejpozději prosinec 2014, byl později[zdroj?] konkretizován, a to na 25. květen ukrajinským parlamentem.
Řádné prezidentské volby se měly původně konat v roce 2015 po uplynutí pětiletého mandátu Viktora Janukovyče, a to v říjnovém termínu.[zdroj?] Prezident Ukrajiny je volen dvoukolovou volbou v případě, že žádný z kandidátů nezíská nadpoloviční počet hlasů.

## Ohlášení kandidáti
- Dmytro Jaroš (Pravý sektor)
- Oleh Tjahnybok (Svoboda)
- Jurij Bojko (Strana regionů)
- Andrij Hryněnko (nezávislý)
- Michail Dobkin (Strana regionů)
- Valerij Konovaljuk (nezávislý)
- Renat Kuzmin (nezávislý)
- Oleh Ljaško (Radikální strana)
- Mykola Malomuž (nezávislý)
- Petro Porošenko (nezávislý)
- Vadim Rabinovič (nezávislý)
- Petro Symoněnko (Komunistická strana Ukrajiny)
- Serhij Tipiko (Strana regionů)
- Oleg Carov (Strana regionů)
- Julia Tymošenko (Baťkivščyna)

Vitalij Kličko, přední mluvčí protestů Euromajdan, se 29. března 2014 rozhodl z kandidatury ve volbách odstoupit a podpořil Petra Porošenka. Místo v prezidentských volbách kandidoval Vitalij Kličko ve volbách starosty Kyjeva, které se uskutečnily 26. května 2014 a Vitalij Kličko v nich vyhrál.
Podle předvolebních průzkumů z února a března 2014 měl Petro Porošenko značnou oblibu mezi ukrajinskými voliči. Dne 25. května byl vyhlášen vítězem právě Porošenko.